# Zet 'm op Studio Brussel
Zet 'm Op Studio Brussel is een Vlaams radioprogramma op Studio Brussel. 
De eerste uitzending was op maandag 2 september 2013. Het wordt gepresenteerd door Sam De Bruyn en An Lemmens en uitgezonden van maandag tot en met donderdag tussen 16u en 19u. Het is de opvolger van Zet 'm Op Sam, het avondspitsprogramma van het vorige seizoen.